# Суолахти, Хейкки
Хейкки Теодор Суолахти (фин. Heikki Theodor Suolahti; 2 февраля 1920 года, Хельсинки — 27 декабря 1936 года, Хельсинки) — финский композитор.

## Биография
Родился 2 февраля 1920 года в Хельсинки в семье скрипачки и врача, занимавшегося медицинским обслуживанием персонала Хельсинкской оперы. Изучал композицию, музыкальный анализ и оркестровку с девятилетнего возраста под руководством Арво Лайтинена. В отрочестве руководил оркестром юных музыкантов, игравшим на театральных представлениях. Увлекался музыкой Рихарда Вагнера, в 1935 году побывал в Байройте, где в тот год не проводился Вагнеровский фестиваль, и получил от родителей обещание посетить фестиваль двумя годами позже в подарок к окончанию школы. Скончался 27 декабря 1936 года за полгода до окончания школы от аппендицита.

## Творческое наследие
Сочинения Суолахти попали в фокус профессионального и общественного внимания после его смерти: на его похоронах 2 января 1937 года прозвучали написанный им Agnus Dei и часть из струнного квартета. Спустя год на мемориальном концерте оркестром под управлением Тауно Ханникайнена была исполнена Маленькая симфония (итал. Sinfonia piccola) и три оркестрованных дирижёром песни. К этому же времени относится письмо Яна Сибелиуса матери композитора, в котором классик финской музыки говорил о том, что Финляндия потеряла одного из самых своих одарённых музыкантов.
Основные произведения Суолахти, написанные в 1934—1936 годах, — Маленькая симфония, концерт для скрипки с оркестром, струнный квартет соль минор, фантазия для скрипки и фортепиано, Agnus Dei, «Замок ярла Биргера» для меццо-сопрано с оркестром, песни. Неоконченными остались фортепианный концерт, две симфонические поэмы, опера на сюжет о Варфоломеевской ночи. Вагнеровское влияние ощутимо во всех этих позднеромантических произведениях.
Маленькая симфония Суолахти была трижды записана различными оркестрами — в том числе дирижёром Тором Джонсоном, под редакцией которого вышло также её переиздание.